# Aston Martin DB5
Aston Martin DB5 er en britisk luksusgrand tourer (GT), der blev fremstillet af Aston Martin og designet af det italienske firma Carrozzeria Touring Superleggera. Den blev produceret første gang i 1963, og var en videreudvikling af den sidste serie af DB4.
Selvom det ikke var den første DB-serie, så er DB5 den bedst kendte af James Bonds biler, hvor den optrådte første gang i filmen Goldfinger (1964), som en del af deres Creator Expert-serie.. I juli 2018 præsenterede Lego og Naomie Harris legetøjs skalamodel i 1:8 bestående 1.290 dele, med flere gadget fra James Bond-filmene.